# Absolute Let's Dance opus 12
Absolute Let's Dance opus 12, kompilation i serien Absolute Dance udgivet i 1996. 

## Spor
1. Babylon Zoo – "Spaceman"
2. Prodigy – "Firestarter" (Edit)
3. DJ Dado – "X-Files" (Flex Radio Edit)
4. Me & My – "Lion Eddie" (Club Remix)
5. Kadoc – "The Nighttrain" (Radio Edit)
6. Mark Morrison – "Return Of The Mack" (C & J Radio Edit)
7. Robert Miles – "Children" (Eat Me Edit)
8. Heller 'N Farley Project – "Ultra Flava" (Vox Edit)
9. Ro-Cee – "Gettin' All Da' Babes" (Gee Phonk Radio Edit)
10. Captain Jack – "Captain Jack" (Short Mix)
11. Luniz – "I Got 5 On It" (Clean Short Mix)
12. Dr. Alban – "Born In Africa" (Pierre J's Radio Remix)
13. Josh Wink – "Higher State Of Consciousness" (Radio Edit)
14. Captain Hollywood – "Over & Over" (Force & Gordon's Radio Mix)
15. Sasha & Maria – "Be As One" (Radio Edit)
16. Dilemma – "In Spirit" (Biff 'n Memphis Edit)
17. Billy Ray Martin – "Space Oasis" (Radio Edit)
18. Way Out West – "Domination" (Radio Edit)
19. E-Rotic – "Help Me Dr.Dick" (Radio Edit)